# Bentley Mark VI
Bentley Mark VI är en personbil, tillverkad av den brittiska biltillverkaren Bentley mellan 1946 och 1952.
Tiden efter andra världskriget levde den brittiska bilindustrin efter devisen ”exportera eller dö”. Efter två förödande krig på trettio år var landet i desperat behov av exportinkomster. Bentleys bidrag till satsningen, Mark VI, var den första bil som lämnade företaget komplett med kaross från Pressed Steel. Tidigare hade Bentley och Rolls-Royce levererat ett körklart chassi, sedan fick kunden själv köpa karossen från en fristående karossmakare.
Bilen byggde vidare på förkrigsmodellen Mark V. Mark VI hade modifierad motor med F-topp och hydromekaniska bromsar, där frambromsarna var hydrauliska medan bakbromsarna fortfarande var vajer-manövrerade.
För att ytterligare främja exporten blev Mark VI den första Bentley att erbjudas med vänsterstyrning 1949.

## Bildgalleri

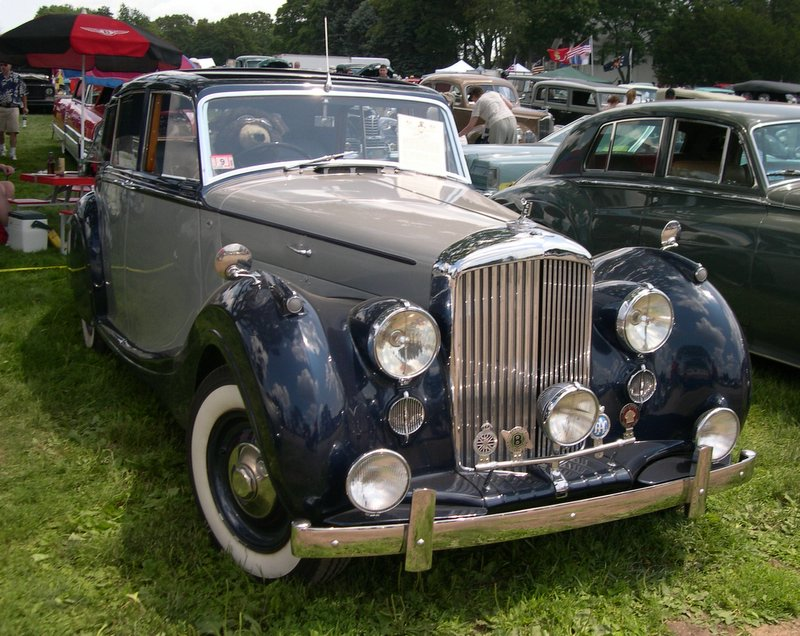